# Richard FitzGerald (3e comte de Kildare)
Richard fitz Thomas FitzGerald (né vers 1317 – mort le 7 juillet 1331)  est brièvement le 3e comte de Kildare de 1328 à sa mort.

## Contexte
Richard fitz Thomas est le second fils et successeur de Thomas fitz John FitzGerald, comte de Kildare, et de son épouse Jeanne, fille de Richard de Bourg, comte d'Ulster. Il meurt âgé d'une quinzaine d'années à Rathangan. Il est inhumé à la droite de son père chez les Franciscains de Kildare. Il a comme successeur son frère cadet Maurice FitzGerald.